# Montevecchia
Montevecchia là một đô thị trong tỉnh Lecco, trong vùng Lombardia của Ý, cự ly khoảng 30 km về phía đông bắc của Milan và khoảng 15 km về phía nam của Lecco. Tại thời điểm ngày 31 tháng 12 năm 2004, đô thị này có dân số 2.477 người và diện tích là 5,9 km².
Montevecchia giáp các đô thị: Cernusco Lombardone, Merate, Missaglia, Olgiate Molgora, Osnago, Perego, Rovagnate.